# Benue (fiume)
Il fiume Benue (in francese: la Bénoué) è il principale affluente del fiume Niger. Il fiume è lungo circa 1.400 km ed è quasi interamente navigabile durante i mesi estivi e ciò lo rende un'importante via di comunicazione per le regioni che attraversa.
Ha origine dal massiccio dell'Adamaoua nel Camerun settentrionale, e si dirige verso ovest, attraversando la città di Garoua. Entra in Nigeria a sud dei Monti Mandara, in seguito attraversa le città di Jimeta e Makurdi prima di riunirsi al Niger presso Lokoja.
I suoi più grandi affluenti di destra sono il Gongola e il Kébbi Mayo, che lo collega con il fiume Logone (parte del sistema del Lago Ciad) durante le alluvioni. Affluenti di sinistra sono il Faro, il Taraba, il Donga e il Katsina Ala.